# 人間性心理学
人間性心理学（）とは、主体性・創造性・自己実現といった人間の肯定的側面を強調した心理学の潮流である。ヒューマニスティック心理学とも呼ばれる。それまで支配的であった精神分析や行動主義との間に1960年代に生まれた第三の心理学とされる。
提唱者であるアブラハム・マズローは、精神分析を第一勢力、行動主義を第二勢力、人間性心理学を第三勢力と位置づけた。人間性心理学は人間性回復運動の支柱ともなった。また後に、人間性心理学に続きトランスパーソナル心理学が登場する。
代表的な人間性心理学者には、前述のマズローの他、来談者中心療法のカール・ロジャーズ、ゲシュタルト療法家のフレデリック・パールズなどがおり、また、ロロ・メイや個人心理学の創始者アルフレッド・アドラーをこれに加える向きもある。
人間性心理学に属する理論・療法には、実存分析、現存在分析、マズローの自己実現理論、来談者中心療法、ゲシュタルト療法、交流分析、エンカウンターグループ、フォーカシングなどがある。
人間性心理学は、機械論的で物質主義的な傾向へ反論する精神によって生じたとされている。行動主義的心理学は人間性を一面的にしか見ておらず、また、精神分析のほうは、意識の役割を軽視していたため、決定論的になりすぎていた。それらへの反論として提唱された学問である。
マズローが人間性心理学を唱えた背景には、それまで第一勢力であった行動主義では人間と他の動物を区別せず、第二勢力とした精神分析では人間の病的で異常な側面を研究しており、どちらも正常で健康な人間を対象とする視点が欠如しているという思いがある。
人間性心理学は、ひとりひとりを異なった独自の存在と見なすという点で、実存主義的な心理学と共通点がある。異なる点は人間性心理学が自己実現 (self-actualization) の活動を主眼とするのに対して、実存主義では人生の意味や死の意味に重点を置いていることである。
マズローは、行動主義の強かった動物の研究から転向した基礎心理学者であり、ロジャーズは臨床の立場から人間性心理学へと向かった。
それまでの心理学では、行動の原因の動機として空腹などの単純な特定の欲求を満たすような欠乏動機（deficiency motivation）に重点を置いて満足してしまっていたが、マズローはそれだけでは説明できない人間のある種の成長への欲求を存在動機（being motivation）と呼び、より高次の価値を求める人間について研究しようとしたのである。現在では、マズローの自己実現理論は高校の教科書にも記述されるほど広く知られるようになっている。
カール・ロジャーズは1930年代の精神分析がさかんな時代に心理療法を学び、問題をもつ子供の治療を通じて、普通の人々に施す治療法についての洞察を得た。1942年の『カウンセリングと心理療法』において、それまで被治療者が患者（patient）と呼ばれていたのをクライエント（client）と呼ぶようにし、やがて療法をクライエント中心療法と呼び、クライエントの持っている自己実現傾向を強調するようになった。ロジャーズは、健康的なパーソナリティを促す方法のひとつとして無条件の肯定的配慮というものを考えている。
1961年にはマズローらは『ヒューマニスティック心理学雑誌』を創刊し、ロジャースも寄稿した。そして、1963年にはマズローの助力を得たロジャースはヒューマニスティック心理学会を創設する。後にマズローは、自己実現した後に超個の欲求があると述べるようになったが、1969年には、スタニスラフ・グロフと共にトランスパーソナル心理学会を設立した。